# Johan Liljencrantz
Johan Liljencrantz (ur. 20 sierpnia 1730 w Gävle, zm. 22 stycznia 1815 w Sztokholmie) – szwedzki minister finansów, reformator administracji, realizujący program naprawy państwa zakreślony przez króla Gustawa III. Pełnił funkcję m.in. przewodniczącego Kommerskollegium.
W polskiej literaturze jego nazwisko jest czasem zapisywane jako „Lilienkrantz”.